# Odești
Odești – wieś w Rumunii, w okręgu Marmarosz, w gminie Băsești. W 2011 roku liczyła 406 mieszkańców.